# City of
City of titulada La Ciudad de los Vampiros en América Latina y La ciudad de los Angeles en España. Es el episodio estreno de la serie de televisión estadounidense Angel. Dado que es un spin off de la serie Buffy la cazavampiros, Angel fue estrenada el 5 de octubre de 1999 a las 21:00 después del estreno de la cuarta temporada de su serie presedora.

## Argumento
En la ciudad de Los Ángeles, en un bar, un ebrio Ángel comienza a balbucear sobre su vida. Hasta que centra su atención en dos parejas que se dirigen a los callejones. Los muchachos resultan ser vampiros e intentan comerse a las chicas, pero son frenados por Ángel quien se enfrenta a ellos y los mata. Una de las chicas y algo sangrante por la pelea, le agradece, pero el vampiro con grandes esfuerzos por suprimir sus instintos “naturales” se aleja del callejón sin mirar atrás, adentrándose a la oscuridad. 
Ángel llega a su “hogar”, que resulta ser el sótano de un edificio abandonado, convertido en una especie de gimnasio y con arsenales de armas. En dicho refugio el vampiro es contactado por Doyle, un mestizo entre humano y demonio que le explica que ha venido hasta él por un poder superior llamado los Poderes que son. Estos poderes superiores se comunican con Doyle mediante una serie de visiones futurísticas y relacionadas generalmente con casos sobrenaturales que deben resolverse. Dicho esto Doyle el da a Ángel un papel con el nombre y dirección de Tina, una camarera de una cafetería que según Doyle está en problemas. 
A pesar de estar confundido y de desconfiar en Doyle, Ángel decide visitar a Tina, quien no es más que una solitaria y joven mujer que ha fracasado en su sueño por convertirse en una celebridad de Hollywood. Después de terminar de trabajar, Tina se comporta de una manera más amenazante, incluso acusa a Ángel de trabajar para Russell, un hombre de quien se niega a revelarle mucha información a Ángel. A petición de Tina, Ángel la lleva a una fiesta de celebridades y productores de cine. Fiesta en donde Ángel se encuentra con Cordelia, quien le revela que se ha convertido en una actriz famosa y con mucho dinero y propiedades privadas. En la fiesta, Stacy, un empleado de Russell, trata de llevarse por la fuerza a Tina pero esta se escabulle con Ángel. Mientras intentan salir, en el estacionamiento Tina es secuestrada por más agentes de su acosador. Ángel usando sus poderes rescata a la chica y se la lleva a su sótano. Lugar donde Tina le explica que Russell es un desquiciado que disfruta de hacer sufrir a sus víctimas y que no para hasta alcanzarlas y desaparecerlas de la faz de la tierra. Tina también le explica que lo conoció después de verlo con una chica llamada Denise.
Ángel investiga sobre Denise, descubriendo que ella murió semanas atrás. Tina descubre el papel con su dirección y nombre, ocasionando que la chica se asuste y desconfié de Ángel. Cuando trata de escapar, es alcanzada por el vampiro que es rozado con la luz del sol y en consecuencia se quema parte de la mano y muestra su rostro de vampiro. Asustada, Tina regresa a su apartamento, pero es interceptada por Russell Winters en persona. El hombre le miente sobre la desaparición de Tina, afirmando que está en su hogar e inmediatamente le ofrece la misma oferta. Desesperada Tina acepta, solo para ser asesinada por Russell que se transforma en un vampiro delante de ella y la devora. Ángel llega tarde y solo encuentra el cadáver desangrado de Tina en el piso. Con ayuda de Doyle, Ángel intercepta a Stacy, un ayudante de Rusell a quien somete a un duro interrogatorio hasta que consigue la dirección de su jefe. 
En la mansión Winters, Russell recibe una visita de Linsey, su abogado que trabaja para la firma de Wolfran & Heart una firma de abogados que está consciente de trabajar con un vampiro. Mientras mira el video de la fiesta, Russell pone su atención en Cordelia a quien planea devorar como un simple tentempié. 
Se revela que Cordelia está desempleada y que al igual que Tina no tienen solicitudes de audiciones y no ha triunfado como actriz. Además de que vive en un departamento de mala calidad. La chica es contactada por Russell quien la cita a su mansión de inmediato, creyendo tener una oportunidad Cordelia asiste sin pensarlo. Ángel burla la seguridad de la mansión Winters y al entrar intercepta a Russell quien se encontraba a punto de comerse a Cordelia. Ángel y Cordelia huyen despavoridos de los guardaespaldas de Russell junto a Doyle quien maneja el vehículo del vampiro. Sabiendo el modus operandi de Russell, Ángel irrumpe en la oficina del mismo y lo arroja por la ventana del edificio. En plena caída libre a la luz del sol el vampiro se evapora en el aire antes de aterrizar al suelo, satisfecho Ángel se retira, mientras Linsey habla con sus socios, advirtiéndoles del vampiro con alma. 
De regreso en su sótano, Ángel llama a su exnovia Buffy pero no se atreve a contestarle y cuelga. Cordelia, agradecida y enterada al tanto de la misión redentora del vampiro, persuade a Ángel y a Doyle de fundar un negocio encargado de ayudar a los necesitados y nada gratuito para poder ganar dinero fácil y salir de la pobreza. Doyle le pregunta a Ángel si está dispuesto a ayudar y el vampiro le contesta que si, mientras al anochecer sale a patrullar.

## Personajes del episodio

### Reparto
- David Boreanaz como Angel.
- Charisma Carpenter como Cordelia Chase.
- Glenn Quinn como Allen Francis Doyle.

### Estrellas Invitadas
- Tracy Middendorf como Tina.
- Vyto Ruginis como Russell Winters.
- Christian Kane como Lindsey McDonald.

### Coestrellas
- Jon Ingrassia como Stacy.
- Renee Ridgeley como Margo.
- Sam Pancake como Peligro.
- Josh Holloway como Un atractivo vampiro.
- Gina McClain como Janice.

## Producción

### Música
- Christophe Beck - "Un Juego"
- Gus Gus - "Ladyshave"
- Gus Gus - "Sensación de Grande"
- Howie Beck - "Maybe I Belong"
- Wellwater Conspiracy - "Right Of Left Field"

### Cronología
- Ángel conoce a Doyle, quien se convertirá en su mayor ayudante y compañero de aventuras hasta el día de su muerte ocurrida en Héroe.
- Investigaciones Ángel nace, negocio paranormal que ira creciendo y fortaleciéndose al pasar el tiempo.
- Aparece Linsey y menciona a Wolfram & Hart por primera vez, los antaguionistas principales de la serie.
- En la fiesta de celebridades donde Ángel se ve con Cordelia; aparece Oliver Simon un personaje que aparecerá más tarde en Eternity
- Crossover con Buffy: En la escena donde Ángel llama a Buffy, ocurre al mismo tiempo que The Freshman, episodio estreno de la cuarta temporada de Buffy, donde la protagonista recibe una misteriosa llamada de la cual no escucha nada, ni la respiración de su emisor. Esto se debe a que Ángel es un muerto viviente y no posee respiración.